# Route européenne 314
Pour les articles homonymes, voir E314 et Route 314.
La route européenne 314 est une autoroute reliant Louvain à Aix-la-Chapelle. Elle est en partie confondue avec l'autoroute belge A2. Elle est aussi appelée l'autoroute de Limbourg, parce que du point de vue de Bruxelles elle mène à la province de Limbourg (Belgique) et à la province de Limbourg (Pays-Bas).

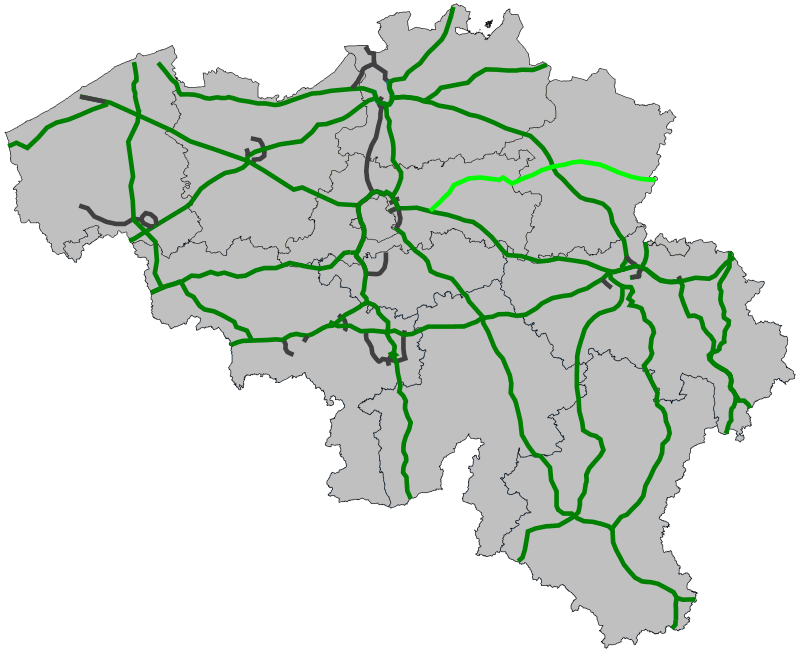
Itinéraire en Belgique
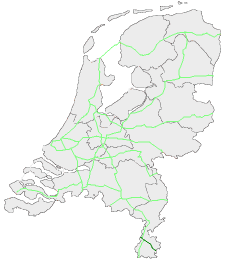
Itinéraire aux Pays-Bas

## Galerie d’images

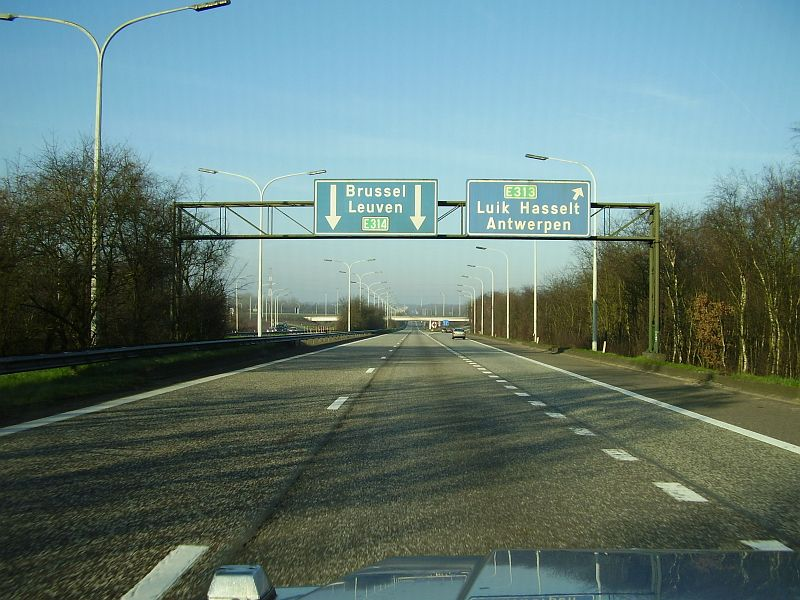
La E314 au niveau de Lummen en Belgique
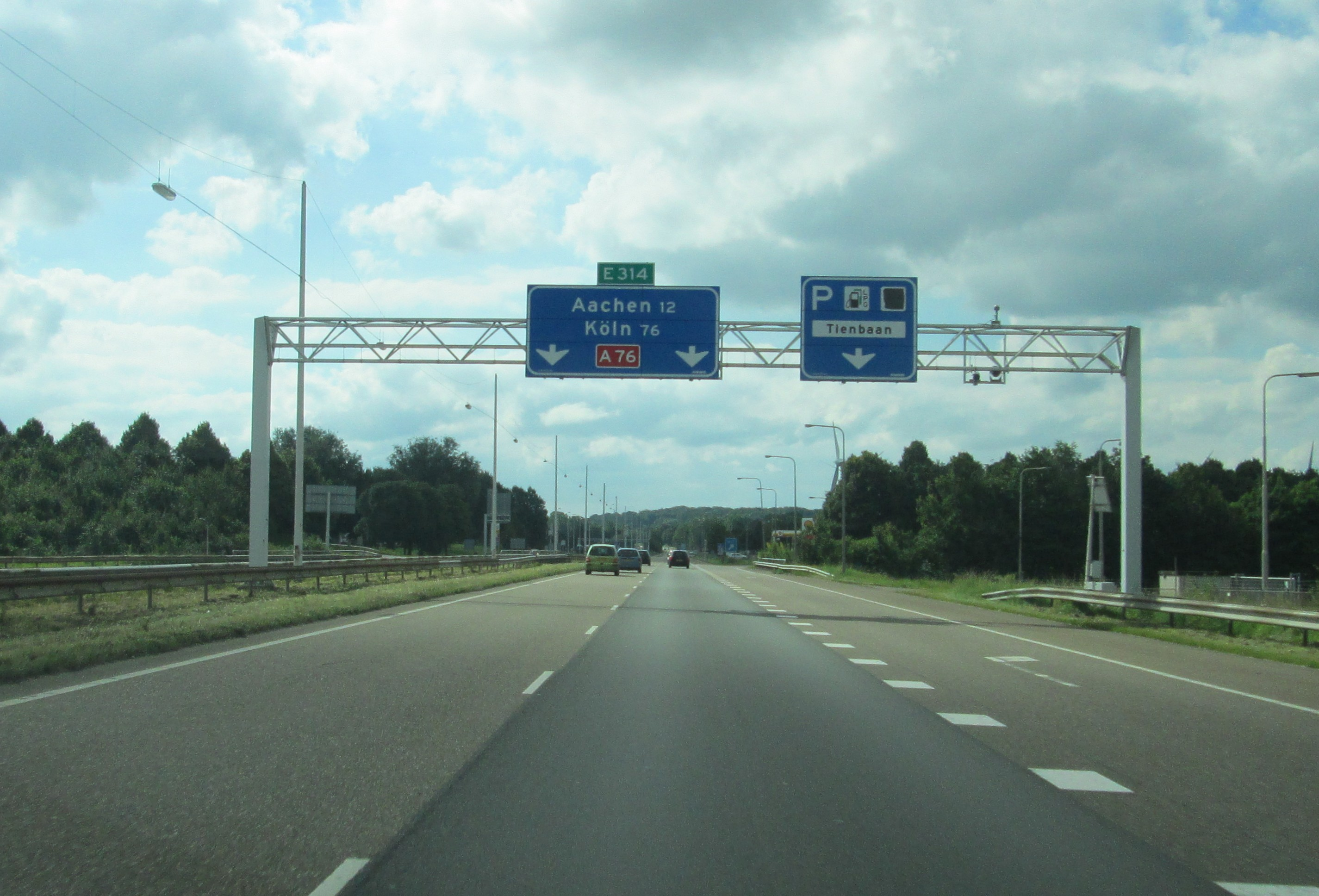
La E314 aux Pays-Bas
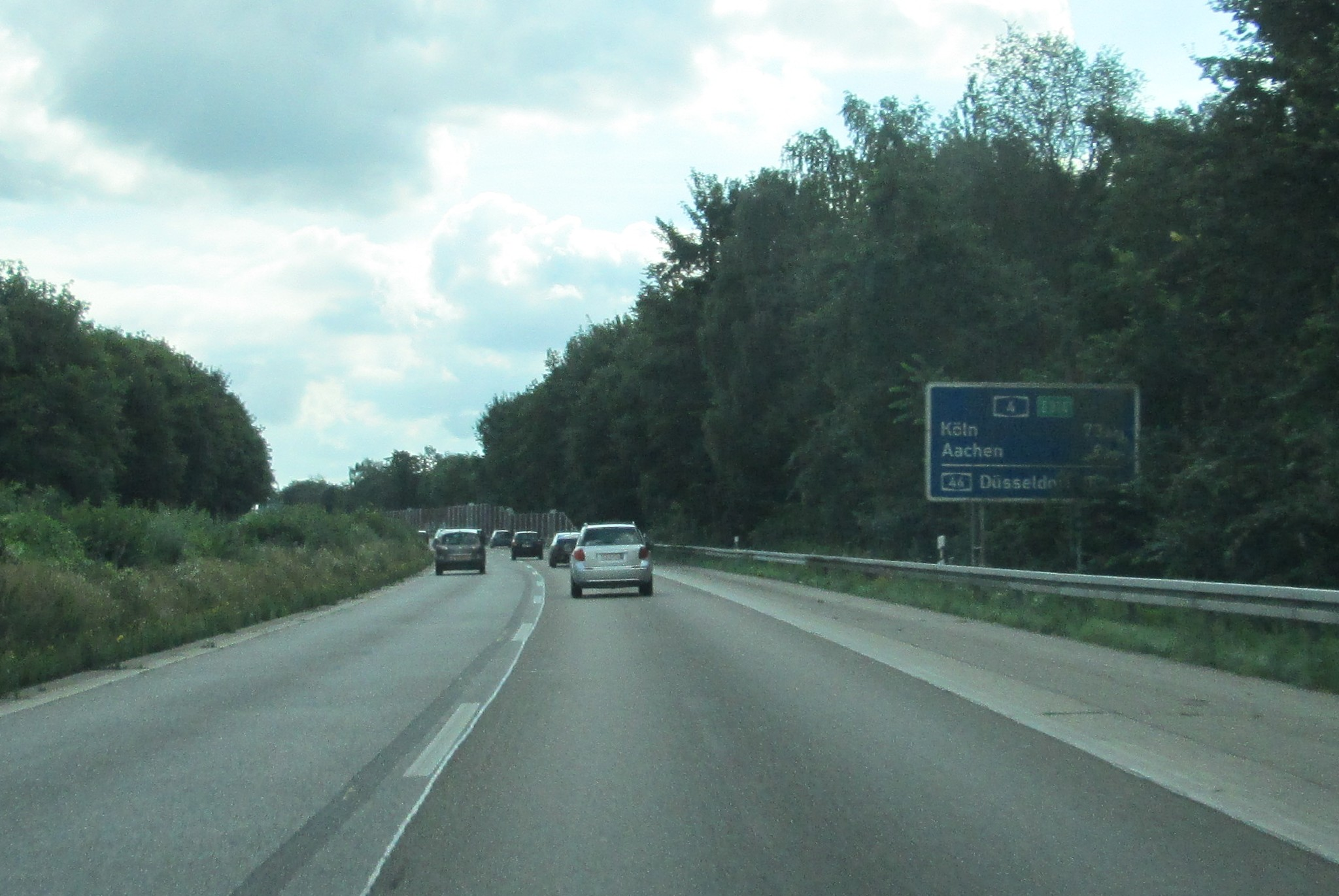
La E314 en Allemagne